# Кучево
Кучево (на сръбски: Кучево; на румънски: Cuciovă) е град с едноименна община в Браничевски окръг на Източна Сърбия.

## География
Кучево се намира в център на малко поле в региона Звижд след Хомолието в долината по течението на река Пек. Център на блзкия планински район Хомолие е Жагубица. Населението е етнически смесено, като в района има много власи – виж власите в Сърбия. Старата топонимия, запазена от власите в района, е от български произход.
Кучево е известно като малко курортно селище с чист подпланински въздух, което се намира на 156 m надморска височина. В околностите му се намира пещерата Церемощня и платото Кисела вода. През месец май на всяка година в града се провежда фолклорния фестивал на Източна Сърбия „Хомолски мотиви“.

## История
През 15 век, поради османско-унгарските сблъсъци в северозападните български земи (виж обсада на Белград), турците прогонват тогавашното местно население от областта, което е заменено от влашко придошло северно от Дунава по тези места.
Според автохтонната теория за произхода на тези власи, те са по тези места още от античността, запазвайки романизирания си диалект на румънския си език. Днес те се наричат власи и етническа група с езически (погански) посръбчени (побългарени) обичаи. Живеят основно в селата около Кучево и извън общината в цяло Тимошко.

## Население
Кучево има 3944 жители (2011 г.).